# 투투일라섬

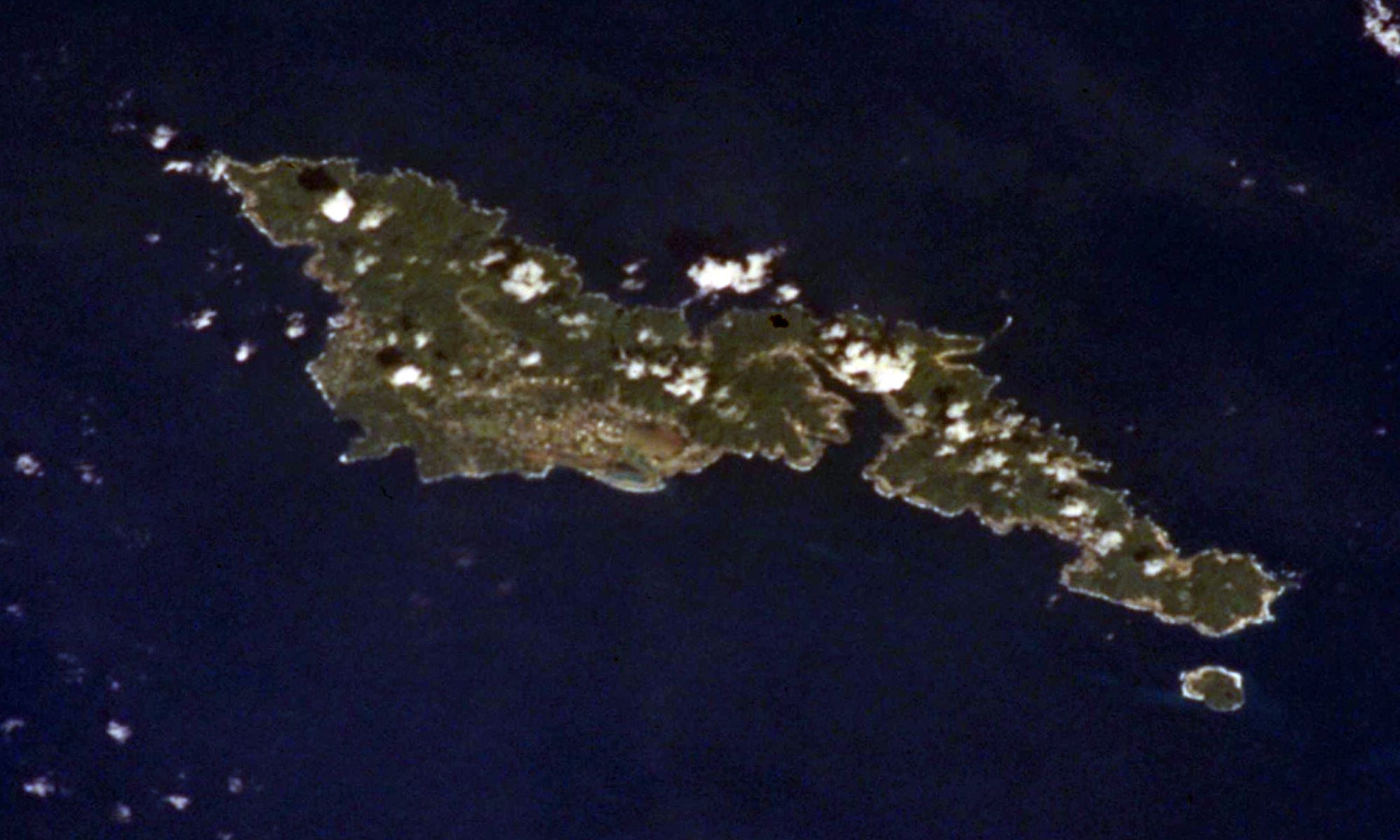
지구 궤도에서 본 투투일라섬과 아우누우섬.

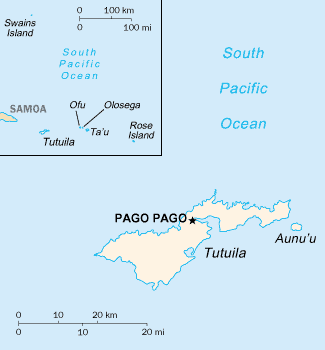
지도

투투일라섬(Tutuila)은 아메리칸사모아의 주된(가장 큰) 섬이며 사모아제도 군도의 일부이다. 태평양 사모아제도에서 3번째로 큰 섬이다. 오스트레일리아 브리즈번에서 북동쪽으로 약 4,000 킬로미터 지점에 위치해 있으며 피지섬에서 북동쪽으로 1,200킬로미터 이상 지점에 위치해 있다. 파고파고 국제공항이 투투일라섬에 있다. 이 섬의 넓게 트인 지역은 아메리칸사모아의 총 토지 면적의 약 68%를 차지한다. 거주인 수는 56,000명이며 아메리칸사모아 인구의 95%의 고향이기도 하다. 이 섬은 6개의 영토 및 3개의 해양 생태계를 갖추고 있다.

## 참고 자료
- Siebert L, Simkin T (2002-). Volcanoes of the World: an Illustrated Catalog of Holocene Volcanoes and their Eruptions. Smithsonian Institution, Global Volcanism Program Digital Information Series, GVP-3, (http://www.volcano.si.edu).
- Tutuila: Eastern District and Western District, United States Census Bureau